# 平园
平园位于扬州市广陵区，位于东关街道何园社区花园巷西端北侧，正对湖南会馆后门，东侧邻近何园。平园建于民国初年，园主为盐商周静臣。1949年平园为解放军占据，与湖南会馆一同归属723所。
平园为东宅西园布局，保存较为完好。园中有两株三百年历史的广玉兰。平园被列为扬州市文物保护单位。